# Феодора Кантакузина (супруга Орхана)
Феодора Кантакузина (греч. Θεοδώρα Καντακουζηνή; около 1332, Византия — не ранее 1381, Константинополь) — византийская принцесса, дочь императора Иоанна VI Кантакузина и пятая жена правителя Османского бейлика Орхана Гази.

## Биография
Феодора была одной из трёх дочерей императора Иоанна VI Кантакузина от Ирины Асень. Историк Никифор Григора в одном из отрывков ошибочно называет её Марией. В январе 1346 года, чтобы укрепить союз своего отца с растущим Османским бейликом и помешать османам оказывать поддержку императрице-регентше Анне Савойской во время продолжающейся гражданской войны, она была обручена с османским правителем Орханом Гази. Брак состоялся летом того же года. Её родители и сёстры сопровождали её в Силиври, куда высокопоставленные представители Орхана прибыли на флоте из 30 кораблей. Церемония была проведена в Силиври, где посланцы Орхана встретили её и по Мраморному морю сопроводили принцессу в османские земли в Вифинии, где и состоялась настоящая свадьба.
Феодора осталась христианкой после замужества и активно поддерживала христиан, живущих под властью Османской империи. В 1347 году она родила своего единственного сына шехзаде Халиля, который, будучи ещё ребёнком, был взят в плен генуэзскими пиратами ради выкупа. Византийский император Иоанн V Палеолог способствовал его освобождению. Позже Халиль женился на Ирине, дочери Иоанна V Палеолога и сестры Феодоры, Елены Кантакузины.
За исключением трёхдневного пребывания в Константинополе в феврале 1347 года, после победы её отца в гражданской войне, Феодора оставалась при Османском дворе до смерти Орхана в 1362 году. После этого она, очевидно, вернулась в Константинополь, где жила во дворце вместе со своей сестрой, императрицей Еленой. Известно, что она была заключена в тюрьму в Галате во время непродолжительного правления Андроника IV Палеолога в 1379—1381 годах. Сведений о её дальнейшей жизни нет.